# Пинк (Србија)
Пинк је српска телевизијска и радио-станица чији је власник Pink International Company. Седиште се налази на адреси Незнаног јунака 1 у Београду, док се већина емисија снима у студијима PFI Studios у Шимановцима. Власник Пинка је Жељко Митровић, један од најмоћнијих људи у медијима у Србији.
Радио-станица Пинк основана је 1993. као једна од првих приватних радио-станица у бившој Југославији и веома брзо заузела водећу позицију на тржишту. Телевизијска станица почела је са радом 1994. након потписивања уговора о пословној и техничкој сарадњи са Радио-телевизијом Србије. Емитовање је почело из малог студија, док је сигнал покривао само Београд. Године 2006. Републичка радиодифузна агенција је доделила Пинку националну фреквенцију, коју је поново добио 2022.
Пинк се током година ширио по областима и другим земљама, док међународни уговори и лиценце које  има за сателитске телевизије чине домет глобалним. Производи и емитује домаћи и страни програм, популарне серије, филмове, теленовеле, забавно-музички и ток-шоу програм, ријалити-шоу програме као и свакодневне централне информативне емисије и политичке дуеле.

## Историја
Радио-станица Пинк, коју је 24. децембра 1993. године основао медијски могул, Жељко Митровић, једна је од првих комерцијалних радио-станица у бившој Југославији. Пинк је развио нову врсту популистичког програма, пуштајући турбо-фолк и промовишући националистичке идеале.
Телевизијски канал Пинк је почео са радом 16. септембра 1994. године у 20 часова на 57. каналу, након потписивања уговора о пословној и техничкој сарадњи са тадашњом националном телевизијом РТС (данас јавни сервис) захваљујући блиским везама Жељка Митровића са владајућом елитом. РТС је према склопљеном уговору са каналом Пинк био у обавези да каналу уступи просторије, опрему и услуге, уз минималну компензацију.
Пинк је на српску медијску сцену увео нову врсту популистичког програма који је промовисао турбо-фолк музику и националистичке идеале. Ратници, ратни профитери и фолк певачице су заједно учествовали у емисијама у ударним терминима. Године 1998. Пинк постаје водећи комерцијални телевизијски канал у земљи који одржава блиске везе са свим наредним владајућим структурама.
Пинк је од свог почетка па све до 21. априла 1999. године, приказивао програм из Палате „Ушће”—тог дана, у 3 часа и 15 минута, НАТО авијација погодила је некадашње седиште Централног комитета, познато и по томе што су у њему биле просторије СПС-а, неколико канцеларија Југословенске левице, затим Кошава, Радио С и још неке прорежимске фирме. Упућени извори тврде да је добијање простора управо у тој згради било не само финансијско већ умногоме и политичко питање. После бомбардовања током 1999. телевизија се сели у пословни центар Генекс, где остаје до преласка 2001. године у своју нову зграду.
Захваљујући блиским односима са државним функционерима, Митровићев посао се током година ширио по областима и по другим земљама, док међународни уговори и лиценце које  има за сателитске телевизије чине домет канала Пинк глобалним. Пинк има и преко 60 различитих кабловских канала.
Током 1990-их велику пажњу привлаче емисије Милована Илића, као што су Минимаксовизија, Максовизија, Недеља код Минимакса и Фонто. Емисије су прославиле неке од највећих звезда у Србији, као што су Лепа Брена и Светлана Ражнатовић.
Инвестициони фонд Mitsui, тадашњи сувласник новина Блиц, купио је мањински део предузећа Пинк, крајем 2000. године. Количина уложеног новца и проценат власништва фонда Mitsui су пословна тајна. Критичари су рекли да је продајом страној фирми, Митровић хтео да спречи да нове власти не узму или не угасе Пинк.
Информативни програм на каналу Пинк почео је да се приказује у јануару 2001. године, а као један од важнијих разлога касног увођења информативних емисија у програмску шему наводи се немогућност непристрасног извештавања.
Почетком 2003. године, Пинк потписује уговор са Emotion Production-ом о заједничким телевизијским пројектима. Најпознатије емисије које су произведене у заједничком подухвату су Летећи старт, Руски рулет, Најбољи пријатељи и Звезда улице.
Пинк од 2004. године на свој програм додаје све већи број оригиналних емисија са разноликим концептом. Исте године, почиње емитовање музичког такмичења Звезде Гранда, у сарадњи са Grand Production-ом, које остварује невероватан успех. Поред тога, оригинална емисија из које је настало такмичење, Гранд шоу остварује још већи успех.
Од 2005. године на програму канала Пинк се нашао забавно-политички квиз Пирамида (Бранка Невистић и Славко Белеслин) продуцентске куће Adrenalin Production. Овај квиз је поставио нове границе и оборио гледаности у овом телевизијском жанру.
Вероватно једна највећих контроверзи у вези са Митровићем је његова веза са Регулаторним телом за електронске медије. Сматра се да је Митровић имао велики утицај на расподелу националних фреквенција 2006. године, када је себи обезбедио једну фреквенцију (за Пинк), да би се касније испоставило да су још две телевизије које су добиле националне фреквенције (ТВ Авала и Happy/Кошава) биле повезане са њим кроз власништво или услуге.
Pink Media Group је највећа приватна комерцијална медијска група у југоисточној Европи чије операције поред радио и телевизијског програма укључују: филмску продукцију, сателитску телевизијску продукцију, музичку продукцију и авио услуге.
Пинк почетком 2009. године, у сарадњи са Emotion Production и Б92, приказује VIP сезоне ријалити-шоуа Велики брат. Након успешног емитовања ријалити-шоуа, Пинк исте године започиње сопствени ријалити-шоу Фарма, који такође остварује велики успех. Међутим, поред оствареног успеха, ријалити-шоу такође стиче и огромне критике од стране критичара и гледалаца, највише због вербалних и физичких сукоба у ријалитију.
Године 2012, Пинк спроводи потпуни редизајн програма као и свог визуелног идентитета. Са програма се уклањају латиноамеричке теленовеле, а све заступљеније постају турске серије. Главни дизајнер новог идентитета је брат Милице Митровић, директорке програма.
Пинк се током 2014. године појављује на државним пореским списковима као један од највећих пореских дужника. Међутим, Агенција за осигурање и финансирање извоза Републике Србије помогла је Пинк у најмање два наврата са гаранцијама и кредитима од око 7 милиона евра.
Дугогодишње музичко такмичење Звезде Гранда, 2014. године престаје да се емитује на Пинку. Током тог периода, у медијима су била заступљене многе спекулације, највише о томе што је United Group откупила већински удео у Grand Production-у. Од исте године, Пинк започиње музичка такмичења Пинкове звезде и Пинкове звездице, у сарадњи са издавачком кућом City Records, која се налази у власништву Пинка.
Крајем 2015. године, Пинк је представила свој интернет портал. На информативном порталу, налазе се актуелне вести из сфера политике, спорта, економије, шоу-бизниса и познатих личности.
Пинк је 2017. године, представила свој до тада највећи продукцијски подухват, ријалити-шоу Задруга. За потребе ријалитија, направљен је грађевински комплекс у Шимановцима, док се сваке наредне сезоне тај комплекс проширује. Ријалити-шоу, као претходник Фарма, добија негативне критике.
Почетком 2018. године, најављено је да је Пинк откупила од Радио-телевизије Србије права за приказивање емисије Жикина шареница. Емисија се приказује од 10. марта исте године, међутим гледаност је знатно слабија у односу каква је била током приказивања на каналу РТС 1, и по гледаности се налази иза емисије Шареница.
Жељко Митровић почетком 2018. године купује десетопроцентни удео који је имала Direct Media у Пинк, чиме постаје једини власник телевизије. У јулу исте године, потврђено је да Pink International Company продаје своје националне канале, Пинк БХ у Босни и Херцеговини и Пинк М у Црној Гори, предузећу United Media. Исте године, покренути су кабловски канали Пинк БХ и Пинк М, који емитују садржај са Пинка.
Власник и главни и одговорни уредник Пинк, Жељко Митровић, 2019. године представио је прву фазу редизајна програма. Најавио је емитовање забавног, информативног и играног садржаја. Истог месеца, почела је информативна емисија Хит твит, као конкурент емисије Утисак недеље на конкурентском каналу Нова С. Тиме је започета директна конкуренција између ове две телевизије, након чега су уследили и други слични садржају на обе телевизије.
Средином 2019. године, Жељко Митровић 2019 је најавио домаће серије које би се емитовале на Пинку. Најављене су серије из оригинале продукције (Црвени месец, Преживети Београд, Љубав испод златног бора и Југословенка) и серије у сарадњи са Телекомом Србије (Државни службеник, Нек иде живот, Неки бољи људи и Златни дани), које би се пре емитовања на Пинку, емитовале на каналу Телекома Србије, Суперстар ТВ.
Средином 2021. године, Pink Media Group-а покренула је стриминг услугу Apollon, где се емитује садржај из оригиналне продукције Пинка.
Током журке након финала четврте сезоне ријалити-шоуа Задруга, Жељко Митровић је најавио да ће наредна, пета сезона, бити последњи ријалити-шоу који се емитовао на Пинку. Најавио је другачије врсте програма за будућност.
У августу 2021. године, Twitter је означио поједине налоге на том друштвеном медију ознаком као „медиј који сарађује са Владом Србије”, међу којима се се такође нашао Пинк. Медији повезани са државом дефинисани су као „медији у којима држава врши контролу над уређивачким садржајем кроз финансијска средства, директне или индиректне политичке притиске и/или контролу над производњом и дистрибуцијом [садржаја]”. Прорежимски медији показали су неслагање са тим, због чега је РТС престао са употребом тог друштвеног медија. Twitter се изјаснио поводом доношења ове одлуке, рекавши да је „важно да се зна ко контролише и притиска медије”.
Дана 1. децембра 2023. уочи кампање за парламентарне изборе у емисији Ново јутро емитован је делемично цензурисан порно-снимак Ђорђа Микетића, посланика странке Заједно. Снимак је преузет са рачунара који је у јануару 2022. украден из његовог стана. Пинкови аналитичари су оптужили Микетића за насиље, а као доказ навели су кокаин који се наводно види на снимку. Микетић је поднео тужбу против Пинка. РЕМ је покренуо поступак против Пинка који још увек није окончан.

## Програм
Од свог оснивања 1994. године, Пинк је снажно оријентисан на забавне програме. Различити ток-шоу емисије трају до данас. Разноврсне емисије као што су Сити клуб (по општем формату BBC Top of the Pops) и много омаловажени Гранд шоу (углавном са турбо-фолк извођачима) били су најпопуларнији у почетку, као и скоро тринаест година касније.
После успеха са разноврсним форматом, управа телевизије почела је веће приказивање ток-шоу емисија са Један па три (Татјана Војтеховски), Свет око нас (Ивана Зарић), До последњег даха (Миодраг Попов), Максовизија (Милован Илић), итд. као лидери формата. Друге емисије које су биле у овом периоду и касније су: Свет плус (Јелена Бачић Алимпић), Пет до дванаест (Бошко Јаковљевић и Александра Кајганић), Лепота, здравље и још понешто (Јелена Бачић Алимпић), Сав тај пинк (Бошко Јаковљевић и Александра Кајганић) и наизменично Огњен Амиџић и Марија Јакшић, Саниметар (Сандра Драшковић) итд.
Посебно се издваја програм кратког формата Сити — неку врсту краће вишеструке дневне верзије забавних емисија Entertainment Tonight и Access Hollywood — које су током година постале репрезентативне канала и покренуле каријере многих својих водитеља који су постали мање познате личности у том процесу (Бошко Јаковљевић, Биљана Обрадовић, Радмила Раденовић, Бојана Николић, Адријана Чортан, Александра Јефтановић, Ивана Балтић, Ирена Караклајић, Ана Пендић, Марија Маћић, Станко Шкугор, Снежана Ђорђевић итд.
Пинк је стекла солидну репутацију због приказивања најновијих филмских хитова из Сједињених Америчких Држава. Према индустријском истраживању телевизијских гледалаца спроведених 2007. године, испитаници су рангирали Пинк далеко испред било које друге српске мреже у смислу квалитета своје филмске понуде. Пинк има ексклузивни уговор са предузећем Sony за своје филмове и серије.
Пратећи сличан глобални тренд, Пинк је почела са приказивањем ријалити и квиз емисија, од којих су многи настали у сарадњи са продукцијском кућом Emotion Production, као што су Летећи старт (Милан Калинић и Ана Михајловски), Потера, Звезде улице (Мики Перић), Руски рулет (Ирфан Менсур, Милан Калинић, Драган Маринковић Маца), Право лице (Сања Радан), (Не) могућа мисија (домаћа верзија емисије Подваљивање), Све за љубав (Милан Калинић и Сања Маринковић), Мењам жену (домаћа верзија емисије Мењам жену) итд. Такође, додато је још ток-шоу емисија као што су Магазин ин (Сања Маринковић), Браво шоу (Јелена Бачић-Алимпић), ТВ Горила (Сандра Драшковић), Дојава (Сандра Драшковић) итд. Почетком 2009. године, Пинк је постигао успех са оценама Велики брат  и Тренутак истине.

### Информативни програм
Обавештајна редакција је најмлађа у овој медијској кући, настала у јануару 2001. године. На месту главног уредника обавештајног програма од њеног оснивања до јуна 2012. године налазила се Тања Јордовић, када ју је заменио Горан Гмитрић. На почетку је обавештајни програм деловао кроз Инфо-топ, да би септембра 2005. године из ове редакције изашао Национални дневник.
Заједно са вестима из обавештајне редакције је почео и политички ток-шоу Клопка (Оливера Ковачевић), који је обарао све рекорде гледаности на овој телевизији. Ову емисију је у истом термину заменила Замка (Тања Видојевић), али ова емисија никада није стекла популарност као претходна.
Информативни јутарњи програм, Добро јутро: Јована и Срђан, приказивао се од 29. марта 2010. до 28. децембра 2018. године. Од 13. фебруара 2017. године се приказује ранојутарњи програм Свитање. Тренутни јутарњи програм, Ново јутро, приказује се од 15. јануара 2018. године.

### Забавни програм
Емисије са најдужим трајањем на Пинк је Сити (Биљана Обрадовић, Марија Маћић, Александра Кајганић, Бошко Јаковљевић, Станко Шкугор, Ивана Балтић и Радмила Раденовић) и Сити клуб (Биљана Обрадовић, Марија Маћић, Александра Јефтановић, Дејан Пантелић, Бошко Јаковљевић, Радмила Раденовић, Сандра Драшковић (Сани Армани), Владимир Станојевић и Ива Смиљанић) емисија кратке форме која се бави најактуелнијим дешавањима у граду, затим у свету музике и филма.
Пинк је позната и по дневним квизовима, а ова кућа је емитовала квиз Кешоловац (Дејан Пантелић), Лова за слова (Милан Миличић), Теле квиз (Наташа Стојчевић, Дарко Пановић и Ана Пендић), Ловац на новац (Маја Манојловић) и Дан сунца (Мирка Васиљевић).
Пинк је познат је по играма на срећу, а ова кућа је емитовала Лото (Ана Пендић и Дарко Пановић) и Бинго (Сања Кужет и Марија Петронијевић).
Свеукупно емисије које су се приказивале на каналу Пинк су:
- 3 пута да
- 5 до 12
- 48 сати свадба
- 24 часа
- Адактарови
- Адријас топ модел
- Аудиција
- Амиџи шоу
- А што не би могло
- Велики брат ВИП
- Ви питате
- Видовита Зорка
- Викенд визија
- Балкан нет
- Браво шоу
- Брак на невиђено
- Брачни судија
- Вип рум
- Више од игре
- Гранд парада
- Гранд плус
- Гранд шоу
- Да пређемо на ти
- Да се најежиш
- Дан Сунца
- Двор
- Дистрекшн
- ДНК
- До последњег даха
- Ексклузивно
- Еуропинк
- Жикина шареница
- Забрањено спавање поподне
- Задруга
- ЗаМ
- За милион година
- Замка
- Зашто, зато, кад и како
- Звезда улице
- Звезде Гранда
- Изведи ме
- Ја имам таленат!
- Ја то тако
- Један па три
- Кеш на ноге
- Кешоловац
- Клопка
- Ко је на врху?
- Контравизија
- Кочење
- Кратке филмске приче
- Кување и мување
- Кућа од срца
- Лепота и здравље
- Летећи старт
- Лова за слова
- Ловац на новац
- Љубав и мода
- Магазин ин
- Максовизија
- Мењам жену
- Мозгалице
- Моћни програм
- Најбољи пријатељи
- Најбржи играч
- Недељно поподне са Леом Киш
- Никад није касно
- Нико као ја
- Око огледала
- Омнибус Сити
- Папарацо лов
- Пепељуге
- Пет до дванаест
- Петком у 2
- Пирамида
- Пинкове звезде
- Пинкове звездице
- Плесом до снова
- Повуци ручну
- Породични обрачун
- Право лице
- Практична жена
- Први кувар Србије
- Премијера
- Рада сам
- Разговори уживо!
- Руски рулет
- Сав тај Пинк
- Све за љубав
- Сат два
- Свет око нас
- Свет плус
- Сити
- Сити кафе
- Сити клуб
- Ситиманија
- Стваран свет око мене
- Стем 011
- Теле квиз
- Тренутак из сна
- Ћао Дарвине
- Фарма
- Фонто
- Хај енд
- Хит твит
- Црна хроника
- Црно-бели свет
- Чаролија
- Џекирање
- Шопинг холичарке

### Серијски програм
Пинк свакодневно приказује међународне серије, као и серије урађене у сопственој продукцији које премијерно приказује. Током почетка рада телевизије, Пинк је приказивао високобуџетни серијски програм.
Серије које су направљене у сопственој продукцији су већином доживеле велики успех, док су неке постале култне.
Од свог оснивања, Пинк је приказивала теленовеле продукцијских кућа Televisa и Telemundo. Пинк је један од првих телевизија у Србији који је приказивао теленовеле.
Друге популарне приказиване серије:
- 24 часа
- Ајшен — златарева кћи
- Алборада
- Ало, ало!
- Анали
- Арлис
- Аутостопер
- Бахар
- Бегунац
- Белинда
- Бештије
- Бескрајна љубав
- Близнакиње из гимназије
- Браћа по оружју
- Брзина
- Валентина
- Валерија
- Вело мисто
- Вести са маргине
- Виза за будућност
- Вила Марија
- ВИП
- Вирхинија
- Вокер, тексашки ренџер
- ВР.5
- Врела крв
- Врелина Акапулка
- Гидеоново раскршће
- Гилморове
- Гле ко то говори
- Госпођица
- Грешне душе
- Грунтовчани
- Данијела
- Два и по мушкарца
- Двоструки живот
- Дете
- Дила
- Додир мраза
- Досије икс
- Другачији
- Елиф
- Есмералда
- Есперанса
- Жена мог живота
- Женска прича
- За мог сина
- Забрањена љубав (2010)
- Забрањена љубав (2015)
- Завера
- Завет
- Загрли ме чврсто
- Заклетва
- Закон љубави
- Замка љубави
- Западни Ваикики
- Заточеница љубави
- Заувек заљубљени
- Звездана капија: Атлантида
- Звездана капија СГ-1
- Зејнеп
- Зехра
- Злобница
- Зоро
- ЈАГ
- Извор
- Изгубљена љубав
- Изгубљени
- Издаја
- Између љубави и мржње
- Инцидент високог ризика
- Истанбулска невеста
- Капелски кресови
- Касандра
- Клеопатра
- Клопка љубави
- Краљица југа
- Куда иду дивље свиње
- Кукавица
- Лас Вегас
- Лола
- Луна
- Љубав и новац
- Љубав и освета
- Љубав из освете
- Љубав је вечна
- Љубав је коцка
- Љубав на силу
- Магична привлачност
- Мала невеста
- Мале тајне
- Маријана
- Маримар
- Марина
- Маринци
- Маћеха
- Мачак под шљемом
- Мелроуз Плејс
- Миленијум
- Мирис пролећа
- Моје срце куца за Лолу
- Море љубави
- Мућке
- На задатку
- Најбоље године
- Накуша
- Напуштени анђео
- Наследници
- Наслеђе једне даме
- Наше мало мисто
- Не брини за мене
- Невеста са ожиљком
- Невина (2004)
- Невина (2021)
- Нежељене
- Немогућа љубав
- Непредвидива Сузан
- Непристојни људи
- Неш Бриџиз
- Никада не реци збогом
- Никита
- Никола Тесла
- Ноћ у јуну
- Њена судбина
- Обични људи
- Одељење за убиства
- Одметник
- Округ Оранж
- Олуја
- Олуја страсти
- Она воли звезду
- Опасна љубав
- Опијени љубављу
- Освета
- Острво
- Отета
- Очајне домаћице
- Пали анђео
- Пепељуга
- Перегрина
- Плави гром
- Поаро
- Позориште Реја Бредберија
- Полицијска академија
- Поље лала
- Поново заљубљени (2004)
- Поново заљубљени (2015)
- Понос Раткајевих
- Права љубав
- Право на љубав
- Породица мога оца
- Породица Сопрано
- Породичне везе
- Просјаци и синови
- Проклета лепота
- Профајлер
- Пријатељи
- Путовање у Вучјак
- Путујући циркус
- Рањено срце
- Рат ружа
- Росалинда
- Руби
- Ружна Лети
- Сви градоначелникови људи
- Север Југ
- Сестре (2010)
- Сестре (2019)
- Сила
- Силиконске лепотице
- Симар
- Симпсонови
- Скривене страсти
- Слеџ хамер
- Слобода
- Сломљено срце
- Смолвил
- Соледад
- Софија
- Срце у пламену
- Стазе љубави
- Страх
- Страсти
- Судбина
- Сулејман Величанствени
- Сурова љубав
- Сурова стварност
- Тајна љубав
- Тамна страна
- Тереза
- Тотални опозив
- Трећа смена
- Три жене
- Три сестре
- Тријумф љубави
- Тропска врелина
- Туркан
- Ћерке
- У име љубави
- У регистратури
- Упркос свему
- Ургентни центар
- Усамљени револвераши
- Фатална љубав (2014)
- Фатална љубав (2020)
- Хотел са 7 звездица
- Црна Гуја
- Црна ружа
- Чари
- Чарли Грејс
- Чикаго болница
- Чувари дома
- Чувари плаже
- Џег
- Џенетине сузе
- Џои
- Шест стопа под земљом

Пинк је приказивао домаће серије које су:
- Агенција за СИС
- ББ шоу
- Династија
- Државни службеник
- Звездара
- Златни дани
- Идеалне везе
- Југословенка
- Кад на врби роди грожђе
- Канал мимо
- Кафаница близу СИС-а
- Куку, Васа
- Курсаџије
- Љубав и мржња
- Љубав испод златног бора
- Љубав, навика, паника
- Мали кућни графити
- М(ј)ешовити брак
- Најбоље године
- Нек иде живот
- Неки бољи људи
- Никад извини
- Паре или живот
- Преживети Београд
- Премијер
- Сва та равница
- Сељаци
- Снови од шперплоче
- Хотел са 7 звездица
- Црвени месец
- Шесто чуло
- Шифра Деспот

### Филмски програм
Од оснивања канала Пинк, уредник филмског и серијског програма био је Роберт Немечек, кога је 2003. године заменио Младен Поповић, који се на овој функцији задржао до почетка 2006. године.
Филмски програм канала Пинк увек је био у самом врху гледаности. На овој телевизији премијерно су приказани филмови Титаник, Дан независности, прва два дела филма Хари Потер, Господар прстенова, Пљачкаш гробница, Матрикс, Клопка, Александар, као и домаћи филмови у чијој се продукцији нашао канал Пинк, као што су: Ми нисмо анђели 2, Промени ме и Ивкова слава (који је направио рекорд у гледаности 2005. године).

### Дечји програм
Пинк је са великим успехом емитовао неке од светских препознатљивих играних и цртаних серија. Пинк је премијерно приказивао игране серије из серијала Моћни ренџери, које остварују велики успех у Србији, а приказиване серије овог серијала су Моћно морфирани Моћни ренџери, Моћно морфирани Моћни ренџери 2, Моћно морфирани Моћни ренџери 3, Моћни ренџери: Зео, Моћни ренџери: Турбо и Моћни ренџери у свемиру. Успех остварује и серијал Млади мутанти нинџа корњаче, из ког су приказиване серије Млади мутанти нинџа корњаче (1987) и Млади мутанти нинџа корњаче (2003). Пинк је такође приказивао цртане серије Талични Том, Ноди, Мали летећи медведићи и Томас и другари.
Јапанске аниме серије, како у свету тако и у Србији остварују велики успех, а приказиване су серије из серијала Змајева кугла, као што су Змајева кугла и Змајева кугла , серијала Покемон и серијала Дигимони као што су Пустоловине са Дигимонима и Пустоловине са Дигимонима 02.
Пинк је током 2007. године приказивао Disney анимиране серије, као што су Аладин и Тимон и Пумба.